# Urbiztondo
Urbiztondo è una municipalità di quarta classe delle Filippine, situata nella Provincia di Pangasinan, nella regione di Ilocos.
Urbiztondo è formata da 21 baranggay:
- Angatel
- Balangay
- Batangcaoa
- Baug
- Bayaoas
- Bituag
- Camambugan
- Dalangiring
- Duplac
- Galarin
- Gueteb
- Malaca
- Malayo
- Malibong
- Pasibi East
- Pasibi West
- Pisuac
- Poblacion
- Real
- Salavante
- Sawat